# Гао Синдзиен
В това китайско име фамилията Гао стои в началото.
Гао Синдзиен (на китайски: 高行健, на пинин Gāo Xíngjiàn, също Синдзян) е китайски писател, драматург, режисьор, преводач и критик. Гражданин е на Франция от 1998 г.
Драмата му се счита за фундаментално абсурдистка по природа и авангардна. Прозата му не е особено известна в Китай, но е популярна в Европа.

## Биография и творчество
Роден е на 4 януари 1940 г. в Ганджоу, провинция Дзянси, в западната част на Китай. Баща му е банков служител, а майка му – непрофесионална актриса.
В ранното му детство интересът за писане и театър е подбуден от майка му. През 1962 г. полага академични изпити по френски в чуждоезиковия институт в Пекин. От 1987 година живее във Франция, а книгите му са забранени в Китай.
През 2000 г. получава Нобелова награда за литература за „творчеството си, което е с универсална валидност, с горчиви прозрения и с лингвистична находчивост, което открива нови простори пред китайския роман и драма“. Автор е на „Планината на душата“ (1990) и „Другият бряг“ (1986). Синдзиен е първият китаец, удостоен с Нобелова награда за литература.